# Resolució 152 del Consell de Seguretat de les Nacions Unides
La Resolució 152 del Consell de Seguretat de les Nacions Unides, aprovada per unanimitat el 23 d'agost de 1960, després d'examinar l'aplicació de la República del Congo per a ser membre de les Nacions Unides, el Consell va recomanar a l'Assemblea general que la República del Congo fos admesa.